# کنجیرو اوگینو
کنجیرو اوگینو (انگلیسی: Kenjiro Ogino؛ زادهٔ ۱۴ سپتامبر ۱۹۹۱) بازیکن فوتبال اهل ژاپن است.
از باشگاه‌هایی که در آن بازی کرده‌است می‌توان به باشگاه فوتبال سرزو اوساکا اشاره کرد.